# Плаксино (Наро-Фоминский район)
Плаксино — деревня в Наро-Фоминском районе Московской области России, входит в состав сельского поселения Атепцевское. В деревне числятся 3 улицы и 9 садовых товариществ. До 2006 года Плаксино входило в состав Каменского сельского округа.
Деревня расположена в центральной части района, на берегах реки Кременки (левый приток Нары), примерно в 13 км к юго-востоку от Наро-Фоминска, высота центра над уровнем моря 179 м. Ближайшие населённые пункты — Клово в 1,5 км на запад, Дятлово в 2 км на юго-восток и Собакино в 2,5 км на восток.

## Население
| 2002 | 2006 | 2010 |
| ---- | ---- | ---- |
| 9    | ↘8   | ↗15  |